# Carl Bolin
Carl Vilhelm Laurentius Bolin, född 11 september 1857 i Stockholm, död 8 februari 1940 i Visby församling, Gotlands län, var en svensk militär (överstelöjtnant), lantmätare och kommunalpolitiker.

## Biografi
Bolin blev underlöjtnant vid Gotlands nationalbeväring 1879, avlade lantmäteriexamen 1883, blev löjtnant 1885, kapten vid Gotlands infanteriregemente (I 27) 1898, major vid Vaxholms grenadjärregemente (I 26) 1906, i reserv 1909 och överstelöjtnant i armén 1910 samt erhöll avsked 1922.
Han blev vice kommissionslantmätare i Gotlands län 1891, ordinarie 1897, förste lantmätare 1909, från 1921 benämnd överlantmätare, och erhöll avsked 1925. Han tillhörde Visby stadsfullmäktige 1911–1931, var dess ordförande 1913–1931, ledamot av drätselkammaren 1910–1915 och landstingsman 1914–1926. Bolin var ordförande i skogsvårdsstyrelsen 1912–1931, Visby skyttegille 1910–1911, flerårig vice ordförande i Gotlands skytteförbund, vice ordförande i livsmedelsstyrelsen för Gotlands län och ordförande i expropriationsnämnden från 1920. Han var ordförande i Gotlands läns hushållningssällskaps egnahemsnämnd 1921–1931, ledamot av direktionen för Visby hospital 1923–1924, ledamot av värderingsnämnden för Gotland från 1925, i poliskollegiet från 1926 och ordförande i Visby stads pensionsnämnd 1926–1931.
Bolin var son till sjökapten Carl Bolin och Amelie Cedergren. Han gifte sig första gången 1885 med Maria Romin (1861-1911), dotter till fabrikör C. P. Romin och Carolina Eriksson. Han gifte sig andra gången 1915 med Karin Linde-Olsson (född 1876), dotter till major C. A. Olsson och Fanny Sneckenström. Dottern Märta var gift med Carl Gustaf Björkander.